# Polk (Nebraska)
Polk – wieś w Stanach Zjednoczonych, w stanie Nebraska, w hrabstwie Polk.